# Dipolias
Las Dipolias (en griego antiguo Διπολεϊα, Διιπόλια o Διπολια) eran unas festividades religiosas de la Antigua Grecia que se celebraban en Atenas, el día 14 del mes de esciroforión (finales de la primavera). Tenían lugar en honor de Zeus Poliada (de la ciudad). La fiesta tenía un marcado carácter agrario. Se ofrecían al dios las primicias de la cosecha. Sobre este sustrato primitivo se implantaron después las curiosas festividades de las Bufonías, en las que un buey era sacrificado y, a continuación, el arma utilizada para el sacrificio era juzgada por ser culpable de la muerte del animal. 
Por otra parte, son admisibles las conexiones casi concluyentes que prueban que las Dipolias y la tradición acerca de la conspiración del ateniense Cilón, están específicamente relacionadas. Incluso compartiendo una serie de características importantes, se podría argumentar que estas características son simplemente la consecuencia de una comunidad tipológica entre la historia y la festividad. Es decir, podría ser parte de un patrón generalizado en lugar de representar una asociación particular de dos tradiciones distintas. Para probar esta posibilidad, comparar la tradición sobre Cilón y las Dipolias, una en una narración literaria y la otra en un festival, es que comparten muchas de las mismas características: la Orestiada y el culto a Artemisa Ortia en Esparta.
Otra conexión entre el festival y la narrativa histórica, si bien de forma indirecta, es Epiménides, que purifica Atenas después de la expulsión de los Alcmeónidas. Epiménides es identificado con Bouzigas, el inventor del arado y el antepasado del genos (familia) de los Bouzigas, que maldice al asesino del buey, al arado, a la víctima del sacrificio en las Dipolias. Epiménides llegó de Creta para purificar Atenas, así como, el aition de las Dipolias, el regreso del original asesino del buey, de un exilio autoimpuesto , y puso fin a la hambruna en Atenas.